# Condado de Hardin (Tennessee)
El condado de Hardin (en inglés: Hardin County, Tennessee), fundado en 1819, es uno de los 95 condados del estado estadounidense de Tennessee. En el año 2000 tenía una población de 25.578 habitantes con una densidad poblacional de 17 personas por km². La sede del condado en Savannah.

## Geografía
Según la Oficina del Censo, el condado tiene un área total de 1544 km² (596,1 mi²), de la cual 1497 km² (578 mi²) es tierra y 48 km² (18,5 mi²) es agua.

### Condados adyacentes
- Condado de Decatur norte
- Condado de Wayne este
- Condado de Lauderdale sureste
- Condado de Tishomingo sur
- Condado de McNairy oeste
- Condado de Chester noroeste
- Condado de Henderson al norte-noroeste

## Demografía

Condado de Hardin distribución de la población por edad y sexo, censo de 2000

En el 2000 la renta per cápita promedia del condado era de $27,819, y el ingreso promedio para una familia era de $34,157. El ingreso per cápita para el condado era de $15,598. En 2000 los hombres tenían un ingreso per cápita de $28,357 contra $18,806 para las mujeres. Alrededor del 18.80% de la población estaba bajo el umbral de pobreza nacional.

## Lugares

### Comunidades
- Adamsville
- Big Ivy
- Bucktown
- Caney Hollow
- Cerro Gordo
- Childers Hill
- Counce
- Crossroads
- Crump
- Hamburg
- Hinkle
- Hookers Bend
- Hurley
- Lebanon, Hardin County
- Maddox
- Milledgeville
- Morris Chapel
- Nixon
- Oak Grove
- Olivehill
- Olivet
- Pittsburg Landing
- Pyburn
- Red Sulphur Springs
- Saltillo
- Savannah
- Southside
- Walkertown
- Walnut Grove
- Winn Springs